# Бараново (Чагодощенский район)
Бараново — посёлок в Чагодощенском районе Вологодской области.
Входит в состав Борисовского сельского поселения, с точки зрения административно-территориального деления — в Борисовский сельсовет.
Посёлок был построен в 1930-х годах на узкоколейной железной дороге торфопредприятия «Дедово Поле». Железная дорога была разобрана в 2008 году.
Расстояние по автодороге до районного центра Чагоды — 20 км, до центра муниципального образования посёлка Борисово — 4 км. Ближайший населённый пункт — Борисово.
По переписи 2002 года население — 27 человек (14 мужчин, 13 женщин). Преобладающая национальность — русские (96 %).